# Ларен
Ларен (нід. Laren) — громада та місто на сході провінції Північна Голландія, в регіоні нідерл. het Gooi, біля Хілверсюма. У 2007 році громада Ларен стояла на другому місці в Нідерландах за ціною житла після Бларикюма, у 2008 на шостому серед найбагатших громад Нідерландів. Назва походить від нідерландського слова Laar — Поляна. Біля міста розташовані вересові пустки.

## Історія
В 1085 єпископ Утрехта заснував на пагорбі, відомому з тих пір як пагорб святого Яна, базиліку святого Яна. До 1892 Ларен розвивався як село, потім, з відкриттям лінії парового трамвая (закрита в 1930-і роки), що зв'язав Ларен з Амстердамом і Хілверсюмом, тут почали селитися дачники і художники. Наприкінці XIX століття Ларен був відомий своєю художньою колонією, засновником та найбільш значним представником якої був Йозеф Ісраелс. Сюди приїжджали також іноземні художники, наприклад, німець Макс Ліберман та американець Вільям Хенрі Сінгер, який оселився в Ларені. Будинок останнього в даний час перетворено на музей. У 1980-і роки Ларен остаточно перетворився на заміську резиденцію для нуворишів і вийшов на перші місця у списку найдорожчих громад Нідерландів. У центрі міста немає жодної функціонуючої ферми.

## Спорт
У громаді існує однойменний хокейний клуб, заснований 15 листопада 1923 року. Команда тричі вигравала чемпіонат країни серед чоловіків (1956, 1961, 1969) та посіла друге місце у першому турнірі Ліги Європейських чемпіонів у 1969 році в Барселоні. Жіноча команда тричі (1968, 1969, 2003) ставала другою у чемпіонаті Нідерландів.

## Відомі жителі
У будинку для людей похилого віку художників Rosa-Spier-Huis провів останні роки життя графік Мауріц Корнеліс Ешер.
У Ларені народився Хенк Занолі, котрий відмовився від звання праведника світу.